# Maria mit dem Kind (Verrocchio)

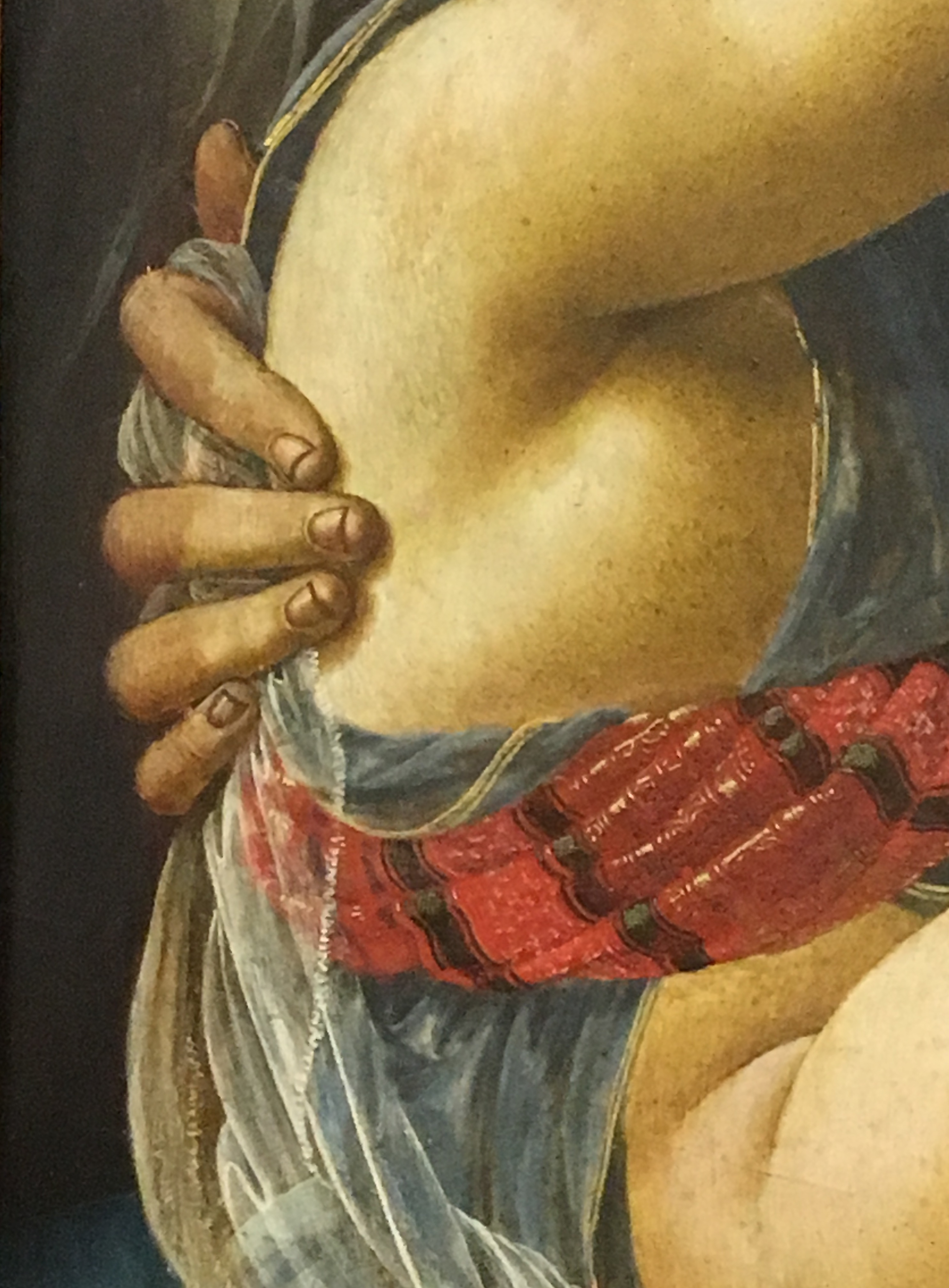

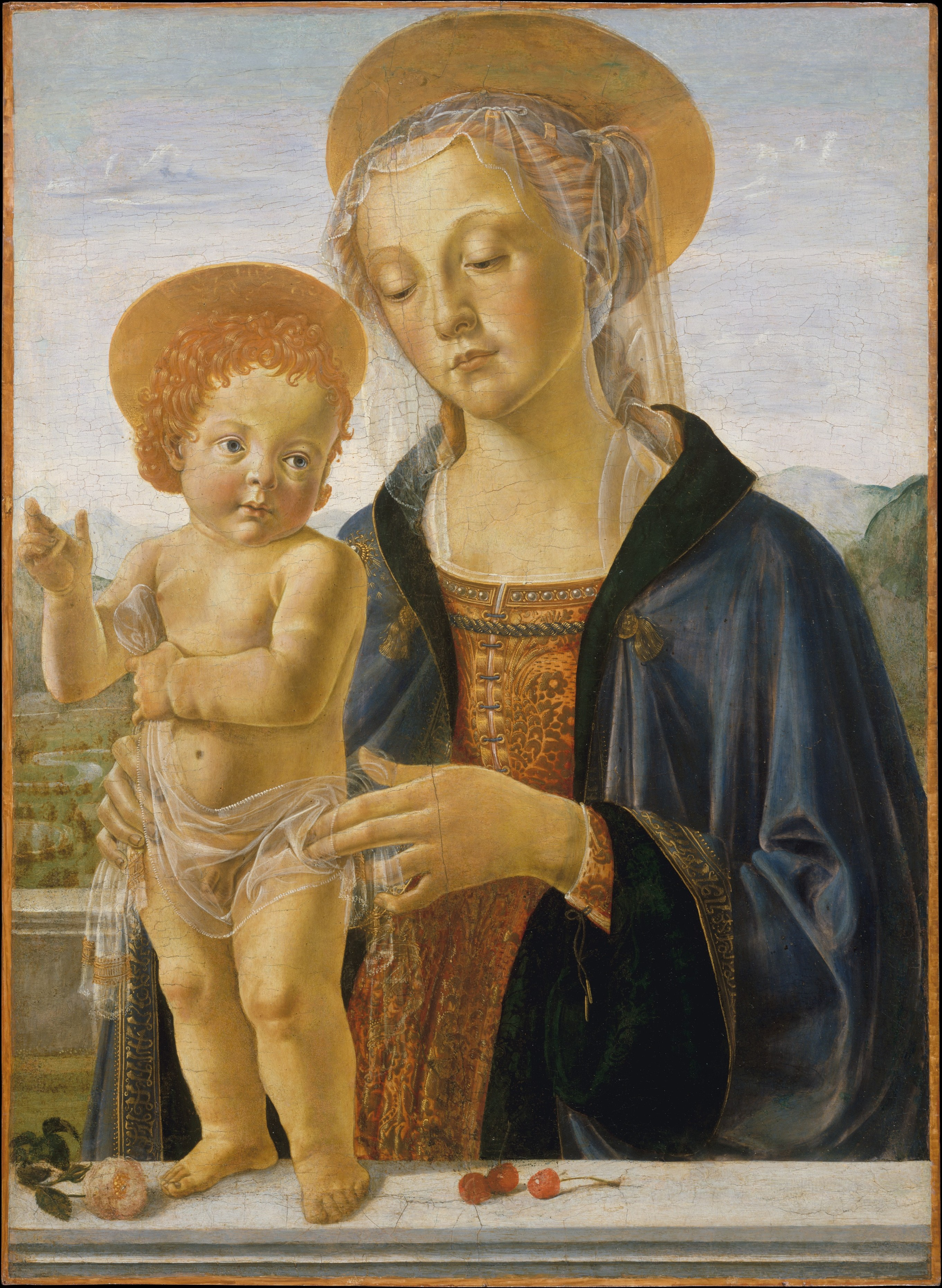
Werkstatt von Andrea del Verrocchio, Metropolitan Museum,

Maria mit dem Kind (Madonna col Bambino) gilt überwiegend als einziges eigenhändiges Gemälde des italienischen Renaissancemalers Andrea del Verrocchio und entstand um 1470. Es befindet sich im Raum 39 der italienischen Frührenaissance in der Gemäldegalerie Berlin.

## Technik
Das Bild ist in Tempera auf Pappelholz gemalt, teilweise mit Ölfarbe oder einer Mischung aus Ölfarbe mit Firnis, aber unvollendet. In den schattierten Bereichen der Hautpartien scheint die bräunliche Grundierung durch die dünne Lage der Pigmente hindurch.

## Provenienz
Die Herkunftsgeschichte des Bildes lässt sich lediglich ab 1873 verfolgen, als das Museum es aus der Sammlung des Prinzen Jerôme Napoleon in Florenz erwarb. Der Kauf fand über den Kunsthändler Auguste Riblet statt. Seitdem befindet es sich in der Sammlung der Gemäldegalerie.

## Zusammenwirken mit anderen Künstlern
Verrocchio war Bildhauer und Maler und schuf überwiegend Skulpturen. Durch seine bildhauerischen Meisterwerke wie die Reiterstatue des Bartolomeo Colleoni in Venedig und die Statue des ungläubigen Thomas am Orsanmichele in Florenz galt er dort als führender Bildhauer seiner Zeit. Bei der übersichtlichen Anzahl seiner Gemälde ist die Händescheidung zwischen ihm und seinen möglichen Schüler schwierig. Als Schüler oder zumindest Mitarbeiter an seinen Werken kommen Lorenzo di Credi, Domenico Ghirlandaio, Perugino und auch Leonardo da Vinci in Betracht. Unter der überschaubaren Anzahl seiner Gemälde gelten nur drei als zumindest teilweise eigenhändige Werke Verrocchios, von denen lediglich bei der Altartafel Madonna mit Heiligen in der Kathedrale von Pistoia und der Taufe Christi die Verbindung zu Verrocchio dokumentiert ist. Von den Madonnenbildern  gilt überwiegend nur das Berliner Bild (104A) aus stilistischen Gründen, wegen der Bildkonzeption und der herausragenden Malweise, als eigenhändiges Werk des Meisters.
Dennoch gilt dies nicht als gesichert. Lediglich die Herkunft aus der Werkstatt Verrocchios ist eindeutig:

„Während wir sicher sind, dass das Werk in der Werkstatt von Verrocchio gefertigt wurde, streiten die Gelehrten noch darum, ob es dem Meister selbst oder einem seiner vielen Assistenten zuzuschreiben ist.“

In der ausgeprägten Räumlichkeit, den rhythmischen Linien und der kräftigen Plastizität des Bildes sieht Oberhuber den Einfluss Antonio del Pollaiuolos, mit dessen Bruder Piero Verrocchio anlässlich des Wettbewerbs der Tugendfiguren für das „Tribunale della Mercanzia“, das Schiedsgericht der Zünfte, in Florenz 1469 in Kontakt stand.
Ähnlichkeiten mit diesem Bild seines Lehrers Verrocchio weist die 1476 entstandene Madonna mit der Nelke Leonardo da Vincis in der Alten Pinakothek auf.

## Bildbeschreibung
Das kleine Andachtsbild ist die Darstellung einer Madonna in Halbfigur. Es gehört zu den frühen Gemälden Verrochios, die an seine Madonnenreliefs angelehnt sind. Maria, bis zu den Knien zu sehen,  sitzt nach links gewandt in einer felsigen Landschaft. Das auf ihrem Schoß sitzende sich lebhaft bewegende Jesuskind streckt ihr die Arme entgegen, ein aus Verrocchis plastischem Werk bekanntes Motiv. Die Kopfform Marias, ihre hohe, runde Stirn, erinnern an Frauenbildnisse Filippo Lippis, den möglichen Lehrer Verrocchios. Bei der Ausarbeitung des Kopfes der Madonna setzt Verrocchio sein typisches Lächeln ein, dass sich anmutig von den feinen Mundwinkeln her ausbreitet. Das Kind erhält durch sorgfältige und mutige Überschneidungen und Verkürzungen seine dralle und füllige Gestalt. Die Einzelheiten sind sehr fein gemalt. In der Ausführung des feinmaschigen Schleiers, der bis unter die Füße des Kindes herabhängt, der Säume am kirschroten Gewand, dem Muster auf den Brokatärmeln mit ihren Verschnürungen, und der Verzierungen des Heiligenschein der Madonna sieht man den geübten Kunsthandwerker. Die hellen metallisch glänzenden Farben, insbesondere das kalte lichtblau des Mantelfutters vermitteln eine Kühle wie in den Bildern Antonio und Piero del Pollaiuolos. Das um den Leib des Kindes als Lendentuch gewundene orientalische Tuch vergleicht Mackowsky mit dem Lendenschurz des Täuflings der Taufe Christi. Die oft vorgehaltenen häßlichen Nägel finden sich auch bei Botticelli und den Pollaiuoli.
Stellenweise, vor allem an den Rändern, ist das Bild stark restauriert.